# Tudor Casapu
Tudor Casapu (moldauisch-kyrillisch Тудор Касапу, russisch Фёдор Михайлович Касапу, Fjodor Michailowitsch Kassapu, auch: Fedor (Michailovich) Kasapu; * 18. September 1963 in Mingir, Rajon Hîncești, Republik Moldau) ist ein ehemaliger sowjetisch-moldauischer Gewichtheber und Olympiasieger.

## Sportliche Karriere
Casapu machte erstmals 1986 auf sich aufmerksam, als er bei den sowjetischen Meisterschaften im Leichtgewicht bis 67,5 kg mit einer Zweikampfleistung von 330,0 kg (150,0/ 180,0 kg) den zweiten Platz belegte. Obwohl er 1988 und 1989 zweimal sowjetischer Meister im Mittelgewicht bis 75 kg Körpergewicht mit einer Leistung von 360,0 kg (157,5/ 202,5 kg) bzw. 350,0 kg (152,5/ 197,5 kg) werden konnte, wurde er weder zu den Olympischen Spielen 1988 noch zur WM 1989 eingesetzt.
Somit konnte Casapu erstmals zur Weltmeisterschaft 1990 in Budapest einen internationalen Titel gewinnen. Mit 360,0 kg (157,5/ 202,5 kg) gewann er alle drei Goldmedaillen im Mittelgewicht. Der Zweitplatzierte Andrei Socaci erzielte mit 345,0 kg 15,0 kg weniger als Casapu.
1991 reichte Casapus Leistung von 345,0 kg bei der Europameisterschaft in Władysławowo für den dritten Platz, ebenso wie die bei der Weltmeisterschaft in Donaueschingen gehobenen 342,5 kg. Zu den Olympischen Spielen 1992 steigerte Casapu, der hier für das Vereinte Team antrat, seine Leistung wieder auf 357,5 kg (155,0/ 202,5 kg) und gewann somit olympisches Gold vor dem Kubaner Pablo Lara, der dieselbe Last hob, aber 250 Gramm schwerer war.
1993 bestritt Casapu seine erste Weltmeisterschaft für seine Heimat Moldau. In der neu geschaffenen Gewichtsklasse bis 76 kg riss er 150,0 kg, konnte im Stoßen aber keinen gültigen Versuch einbringen und blieb somit im Zweikampf unplatziert. Danach trat Casapu erst 1995 wieder zur Europameisterschaft in Warschau an. Nach 150,0 kg im Reißen, blieb er erneut im Stoßen unplatziert. Des Weiteren wurde Casapu positiv auf das anabole Steroid Mesterolon getestet und erhielt eine lebenslange Sperre vom Weltverband.

## Sonstiges
- Casapu war bis 2018 Präsident des moldauischen Gewichtheberverbands, bevor er durch Antonio Conflitti als Interims-Präsident abgelöst wurde.[6][7]

## Persönliche Bestleistungen
- Reißen: 160,0 kg in der Klasse bis 75 kg bei den sowjetischen Meisterschaften 1990
- Stoßen: 205,0 kg in der Klasse bis 75 kg bei den sowjetischen Meisterschaften 1990
- Zweikampf: 365,0 kg in der Klasse bis 75 kg bei den sowjetischen Meisterschaften 1990